# Saab 98
Saab 98 (projekt X14) – samochód koncepcyjny szwedzkiej marki Saab o nadwoziu łączącym cechy coupe oraz kombi opartym na płycie podłogowej modelu 95 zaprezentowany w 1974 roku. W latach 1974–1976 zbudowano kilka prototypów pojazdu.

## Historia i opis modelu
Projekt prowadzony był pod przewodnictwem Björna Envalla, a zaprojektował go włoski stylista Sergio Coggiola, który brał udział w projektowaniu trzeciej generacji modelu Sonett. Jedyny zachowany pojazd o szwedzkiej tablicy rejestracyjnej AYX 330 jest wystawiony w Muzeum Saaba w Trollhättan.